# Alfred Harker
Alfred Harker (1859 - 1939) fue un geólogo inglés conocido por sus contribuciones a la petrología. Fue presidente de la Sociedad Geológica de Londres entre 1916 y 1918.